# Buds kommun
Buds kommun (norska: Bud kommune) var en kommun i Møre og Romsdal fylke i västra Norge. Tätorten Bud utgjorde kommunens centralort.

## Administrativ historik
Buds kommun upprättades den 1 januari 1838 (som Boe formannskapsdistrikt) när Formannskapslovene från 1837 trädde i kraft. Kommunen omfattade då den nordvästra delen av nuvarande Hustadvika kommun (Buds och Hustads socknar).
Den 1 januari 1878 överfördes ett bebott område (med 15 invånare) från Buds kommun till Kvernes kommun. (?)
Den 1 januari 1891 överfördes ett annat bebott område (gården Bollien med 15 invånare) från Buds kommun till Kvernes kommun.
Den 1 juli 1918 bröts Hustads kommun ut ur kommunen som då minskade från 3 459 invånare före delningen till 1 397 invånare efter. Den återstående delen omfattade ett område i den västra delen av nuvarande Hustadvika kommun (Buds socken).
Den 1 januari 1964 gick Buds kommun, tillsammans med Hustads kommun, upp i Fræna kommun. Kommunens hade då 1 610 invånare.
Området utgör sedan den 1 januari 2020 en del av Hustadvika kommun.